# Lepthyphantes annulipes
Lepthyphantes annulipes este o specie de păianjeni din genul Lepthyphantes, familia Linyphiidae, descrisă de Caporiacco, 1935. Conform Catalogue of Life specia Lepthyphantes annulipes nu are subspecii cunoscute.